# Lo Lieh
Lo Lieh (chinesisch 羅烈 / 罗烈, Pinyin Luó Liè, Jyutping Lo4 Lit6, kantonesisch Law Lit; * 29. Juni 1939 als Wang Lap Tat – 王立達 / 王立达,  Wáng Lìdá, Jyutping Wong4 Lap6daat6 – in Pematang Siantar, Indonesien; † 2. November 2002 in Shenzhen, China) war ein chinesischer Schauspieler.
Lo Lieh wurde als Kind von Auslandschinesen in Niederländisch-Indien geboren, ging in China zur Schule und absolvierte nach dem Abschluss 1962 eine Schauspielausbildung in Hongkong. 1964 erhielt er einen Festvertrag bei der Produktionsfirma der Shaw Brothers und begann eine lang anhaltende, über 200 Filme umfassende Karriere in Actionfilmen. Später arbeitete er neben seiner schauspielerischen Tätigkeit auch als Autor, Regisseur und Produzent. Mitte der 1970er Jahre trat er auch in einigen europäischen Ko-Produktionen auf.
1973 gründete er seine eigene Produktionsfirma Lo Films. Lo Lieh war unter anderem mit Kollegin Tong Ka-Lai – 唐嘉麗, Schwester vom Regisseur Stanley Tong – verheiratet. 2002 verstarb Lo Lieh mit 63 Jahren aufgrund eines Herzinfarkts in Shenzhen und hinterließ eine Frau und zwei Söhne (王柏之, 王洪龍).

## Filmografie (Auswahl)
- 1970: Wang Yu – Sein Schlag war tödlich (Long hu dou)
- 1972: Zhao – Der Unbesiegbare (Tian xia di yi quan)
- 1972: Die Rache der Gelben Tigerin (Shi si nu ying hao)
- 1973: Wu Kung – Herr der blutigen Messer (Mo gui tian shi)
- 1973: Das Bambuscamp der gequälten Frauen (Nu ji zhong ying)
- 1974: Drei Spaghetti in Shanghai (Crash che botte!)
- 1975: Die Falle des Gelben Drachen (Jin san jiao)
- 1975: In meiner Wut wieg’ ich vier Zentner (Là dove non batte il sole)
- 1976: Bruce Lee – Die Pranke des Leoparden (Lung men bei chi)
- 1976: Der Todesschlag der Stahlfinger (Tien ya ming yue dao)
- 1976: Im Todesnetz der gelben Spinne (Wu du tian luo)
- 1977: Die Rache der Todeskralle (Zhong lie Jing wu men)
- 1977: Tschang Fu – Der Todeshammer (Jing wu men xu ji)
- 1978: Der Todesgriff der Shaolin (Shi zi mo hou shou)
- 1978: Die 36 Kammern der Shaolin (Shao Lin san shi liu fang)
- 1978: Mit den Fäusten von Bruce Lee (Fu ji)
- 1979: Das Schlitzohr mit der Affentechnik (Feng hou)
- 1979: Master der Shaolin (Shao Lin ying xiong bang)
- 1980: Shaolin: Die Rache des Gefürchteten (Xuan feng shi ba qi)
- 1980: Der Todestempel der Shaolin (Ching tieh)
- 1980: Söldner kennen keine Gnade (Di yi lei xing wei xian)
- 1981: Todesduell im Kaiserpalast (Shu Jian en chou lu)
- 1981: In den Krallen des roten Phönix (Huo feng huang)
- 1984: Im Geheimdienst des gelben Drachen (Gam yee wai)
- 1988: Action Hunter (Fei lung mang jeung)
- 1989: Miracles – Der beste Boss der Unterwelt (Ji ji)
- 1990: Full Contact Sai hak chin (Sai hak chin)
- 1991: Sex and Zen (Yuputuan zhi touqing baojian 玉蒲團之偷情寶鑑)
- 1992: Police Story 3 – Supercop (Ging chaat goo si 3: Chiu kap ging chaat)
- 1995: Power Connection (Lónghǔ zhī zhàn)
- 1996: Dangerous Duty (Wēixiǎn rènwù)
- 2001: Glass Tears (Bōlí, shàonǚ)

Quelle: Hong Kong Movie Database